# Negro mordente 9

Forma tautomérica de Negro mordente 9

Negro mordente 9, negro mordente PV, negro mordente ácido PV ou negro cromo PV, é o composto orgânico, corante azo-composto, de fórmula C16H11N2NaO6S e massa  molecular 382,32. Classificado com o número CAS 2052-25-7, C.I. 16500 e CBNumber CB9121434. É solúvel em água resultando numa solução vermelho bordô. 

## Obtenção
É obtido pela diazotação do ácido 3-amino-4-hidroxibenzenossulfônico (na imagem, em vermelho) e copulação com naftaleno-1,5-diol (em azul).